# 埃伯哈德·馮·馬肯森
埃伯哈德·馮·馬肯森（德語：Eberhard von Mackensen，1889年9月24日—1969年5月19日）是第二次世界大戰時德國的一名大將。

## 生平

### 早年

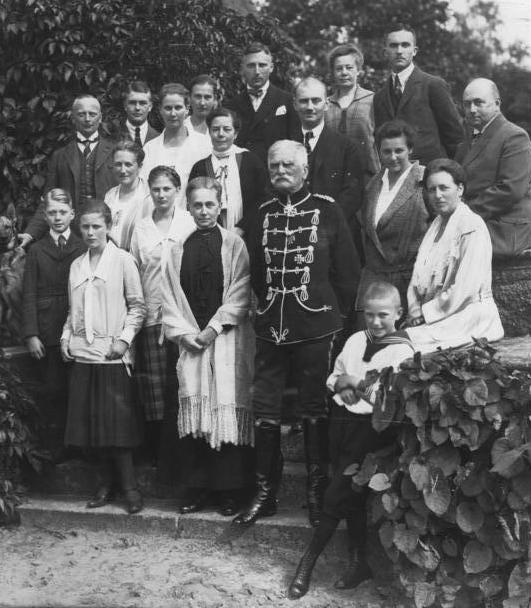
1929年纪念奥古斯特·冯·马肯森80大寿时的家庭合影，埃伯哈德·馮·馬肯森为其后着西装者。奥古斯特·冯·马肯森是德国近代军事的见证者，历经普法战争、一战、二战，并在1945年11月德国投降后以96岁高龄逝世

出生在德意志帝國波森省布龙貝格（今波蘭庫亞維-波美拉尼亞省比得哥什），他的父親是德意志帝國陸軍元帥、名声卓著的骑兵领袖奧古斯特·馮·馬肯森，小馬肯森於1906年加入德意志帝国陸軍，驻扎在但泽。
第一次世界大戰時，他是個中尉，1915年戰傷轉往參謀官負責謀略，一戰結束後他續留在軍中，1934年升為上校，1935年被任命德國第10軍參謀長，1937年擔任裝甲旅旅長，1938年升為少將，1939年擔任威廉·李斯特上將部隊參謀長。

### 第二次世界大戰
當初擔任德國第14軍團參謀長，於1939年9月謀略進攻波蘭，接著轉任德國第12軍團參謀長，謀略法國戰役，1940年1月1日晉升為中將，8個月後又升官為騎兵上將，1941年1月升任東戰場德國南方集團軍屬下德國第3裝甲軍司令開始領帶大軍，1942年11月保羅·路德維希·埃瓦爾德·馮·克莱斯特陸軍元帥擔任東戰場德國A集團軍司令時，轄管馬肯森改派任德國第1裝甲軍團司令，並於1943年3月參與第三次卡爾可夫戰役中大戰蘇聯紅軍，同年稍後因戰功升大將，馬肯森被派到義大利擔任第14軍團司令，到1944年他奉令退役。
1944年3月24日，德國黨衛隊保安處成員在阿德蒂諾洞穴（Ardeatine Caves）大屠殺中槍殺了335名義大利平民，以報復在拉塞拉大街（Via Rasella）暗殺行動中喪生的32名德國士兵。這場戰爭罪行是阿道夫·希特勒與阿爾弗雷德·約德爾大將和阿爾伯特·凱塞林元帥協商後下令的。身為第14軍團司令，馬肯森隸屬於凱塞林。反過來，馬肯森是羅馬城指揮官庫爾特·馬爾澤中將的上級。凱塞林最終下令羅馬安全警察兼安全局局長赫伯特·卡普勒謀殺人質。據其他消息來源稱，麥肯森本人下達了槍擊命令；無論如何，卡普勒與他和馬爾澤討論了整個程序。馬爾澤隨後組建了一支由黨衛軍成員埃里希·普里克領導的行刑隊，對隨機選擇的平民進行了處決。
他在戰時榮膺橡葉騎士鐵十字勳章。

### 戰後
1945年德國投无条件投降后，马肯森最初作为英国战俘被关押在比利时泽德尔海姆战俘营。 1946年11月30日，他因战争罪被罗马的英国军事法庭判处死刑。1947年中他被赦免；后来刑期被减为21年有期徒刑。
1952年10月2日他被释放。朋友、曾經的反对者，据说甚至教皇庇护十二世都曾和他见过面。获释后，马肯森隐居于伦茨堡縣诺托夫附近的阿尔特米伦多夫（Alt Mühlendorf）。1969年5月19日，他在新明斯特去世，享年80岁。